# Huey Atlixcáyotl

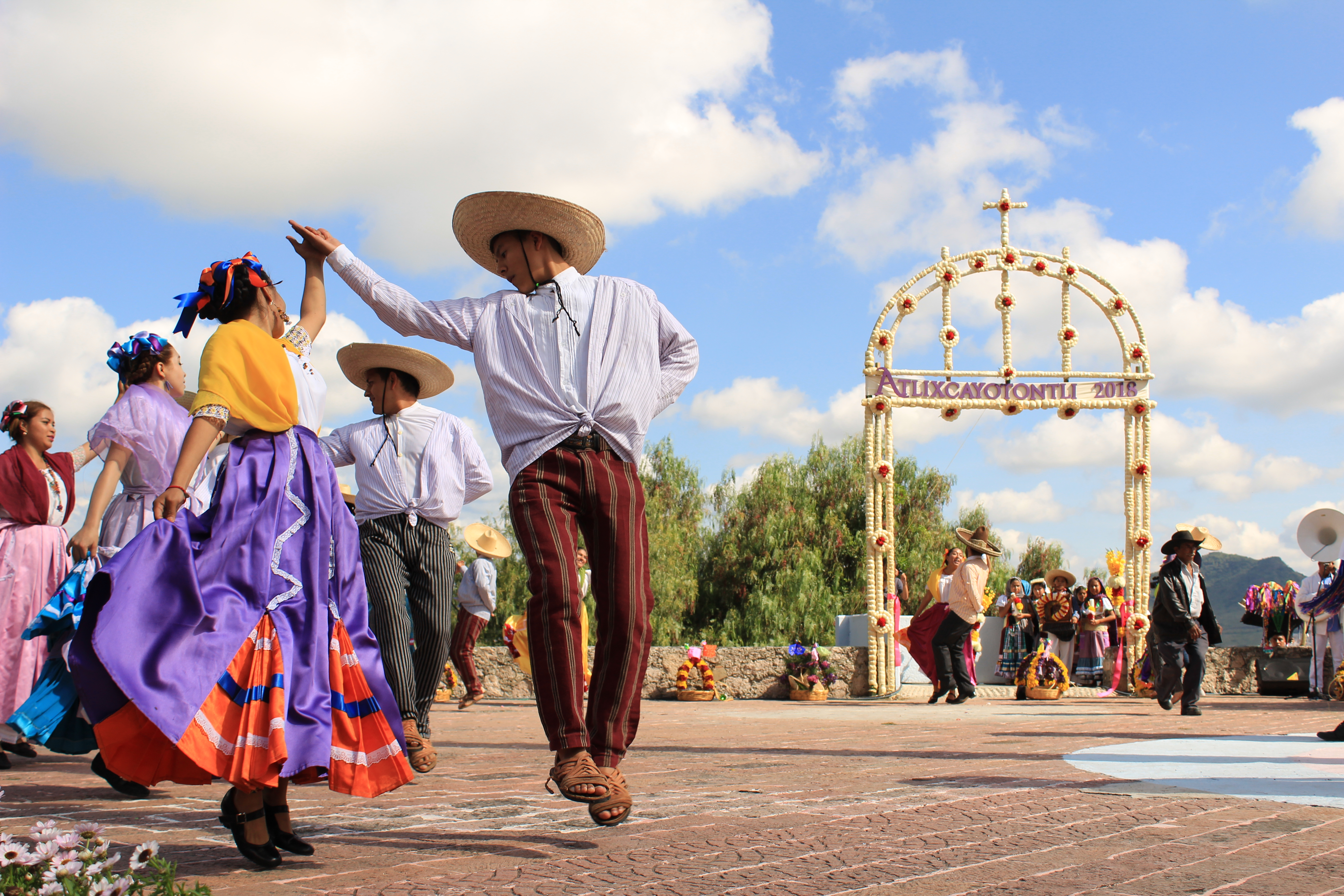
Chinas y Charros Atlixquenses dando la bienvenida a la celebración del Atlixcayotontli en Atlixco, Puebla, México.

Huey Atlixcáyotl es el nombre de un festival cultural que se realiza en el cerro de San Miguel, en escenario al aire libre, conocido como Netotiloyan (lugar de la danza), en el Municipio de Atlixco, Puebla el último domingo de septiembre de cada año. El nombre de este festejo que se celebra en torno a la fiesta de San Miguel Arcángel es de origen náhuatl y quiere decir Gran Fiesta de Atlixco.
Pero traducido por las raíces de la lengua náhuatl el sufijo "Yotl" más Atlixco se traduce como "Atlixquedad".
El Huey Atlixcáyotl congrega las delegaciones de las once regiones etnogeográficas del estado de Puebla. El primer Huey Atlixcayotl se celebró en 1965. Se supone que se trata de una festividad en honor del dios Quetzalcóatl, que se identifica con el culto al santo patrón del Valle de Atlixco. En 1996 fue declarado Patrimonio Cultural del Estado de Puebla por el gobierno estatal.
Su rescate fue obra del etnólogo estadounidense Cayuqui (Raymond Harvey Estage Noel) en 1965, junto con un grupo de representantes de Atlixco.
Entre otras cosas, en el Huey Atlixcáyotl se elige a la Xochicíhuatl (Mujer Flor) y a sus Xochipilme (Florecitas), que presiden las celebraciones. No se trata de un concurso de belleza, sino de una elección que se realiza sobre el conocimiento demostrado de las costumbres de los pueblos del estado. Cada región envía una representante para la elección de la Xochicíhuatl.

## Regiones participantes
Las regiones que participan en el festival son las siguientes:
- Región de los Valles Centrales
- Región de los Volcanes
- Región de la Tierra Caliente

- Región de la Popoloca
- Región de la Mixteca Poblana
- Región de la Cañada Poblana
- Región de la Totonacapan
- Región de la Sierra Negra
- Región de los Llanos

- Región de la Huasteca Poblana
- Región de la Sierra Norte
- Región de la Serranía del Tentzo
- Región del Citlatepetl

Cada año asiste por invitación a este festival poblano una delegación representante de otros estados de México. Siendo el Huey Atlixcáyotl la segunda fiesta étnica del país, y la número 26 en Latinoamérica. Esta fiesta étnica trata de una reunión de pueblos que conviven juntos, celebran su supervivencia en la actualidad, y recrean sus tradiciones a través de la danza y la música. Uno de los mayores atractivos es la presencia de los voladores de Cuetzalan los cuales danzan sobre un tronco de aproximadamente 25 metros de altura

## Origen de la Celebración
El primer Atlixcáyotl se llevó a cabo en el lugar denominado “La Escalera Ancha ” en la intersección de la calle 11 Sur y la Avenida Hidalgo. Fue el 20 de diciembre de 1965 , a las 21:00 horas; casi pisando los talones de un evento de danza oaxaqueña que se había presentado en el mismo lugar dos meses antes. Este programa, intitulada “Oaxaca Música, Canto y Danza” estaba a cargo del Taller de Danza Regional de la Casa del Estudiante Oaxaqueño del maestro Enrique Audiffred, y "Cayuqui" (Raymond Harvy Estage Noel) tuvo el honor de haber trabajado con sus integrantes montando algunas de las danzas que él había investigado en el estado de Oaxaca.
Una vez integrado el programa, "Cayuqui" buscó públicos en donde poner a prueba sus criterios. Por entonces "Cayuqui" había regresado a Atlixco e invitó al grupo a presentarse en la Ciudad de Puebla, y posteriormente en Atlixco.
Pero por entonces suscitó un problema: las señoritas del grupo no podían dejar a Oaxaca para viajar tan lejos de casa sin ser escoltas por sus padres. Entonces "Cayuqui" reemplazó a las señoritas oaxaqueñas por muchachas atlixquenses y con la ayuda del profesor José Alatriste, reclutó niñas con el tipo físico adecuado de la Escuela Vicente Guerrero para indoctrinarlas en las danzas y usanzas oaxaqueñas, y después coordinarlas con el grupo del maestro Audiffred al arribo de este el día de la representación. "Cayuqui" atavió a las niñas atlixquenses con las prendas oaxaqueñas apropiadas de su propia colección de trajes regionales, y se dio a la tarea de enseñarles los bailes oaxaqueños. Para diferenciarlas del grupo oaxaqueño, "Cayuqui" bautizó al conjunto con el nombre “Grupo de Danza Regional Atlixcayotl” en el sentido de “canto danza de Atlixco”, a la usanza de los antiguos aztecas. Eso fue con miras de después presentar, con este mismo grupo, algunas de las danzas de la comarca atlixquense que ya había comenzado a investigar. Así fue como surgió la palabra “Atlixcayotl.”
No fue hasta diciembre de este mismo año que el Sr. Alfonso Oropeza, entonces delegado de turismo en Atlixco, instigó a "Cayuqui" a presentar el programa oaxaqueño ante un grupo de 400 turistas norteamericanos que supuestamente iban a visitar a Atlixco en estas fechas. Ante la imposibilidad de hacerlo, pues los jóvenes oaxaqueños se habían marchado y el grupo de muchachas atlixquenses se había disuelto.  "Cayuqui" optó por invitar a algunos pueblos de los alrededores de Atlixco para presentarse con sus propios bailes y danzas. Después de considerar algunos lugares cercanos como posibles escenarios de la representación, decidieron aprovechar nuevamente a la Escalera Ancha. Para designar de alguna manera este festival improvisado, "Cayuqui" recurrió al nombre que había puesto a nuestro grupo de danza y así nació el primer Atlixcayotl.
Para llevarlo a cabo, unas pocas personas entusiastas de Atlixco formaron la “Comisión para la preservación de nuestras más bellas tradiciones”, que posteriormente se transformó en la “Asociación Civil Atlixcayotl”. Estas personas fueron el Sr. Mariano Rosales Tapia, el Prof. José Alatriste León, la Sra. Gloria Vargas Aguilar, la Señora Perfecta Ramírez Malpica, el Sr. Enrique Cabrera Saavedra y su esposa Georgina Martínez Cabrera, el Ing. Gabriel Rosas Piñeyro y Su esposa Josefina Larrañaga Medina, el Sr. Julián Torres Pineda, el profesor Juan Espinosa y Carlos Huerta Cerezo.
Definición Etimológicamente:
• Huey = Grande
• Atlix = Topónimo de Atlixco
• Yotl = corazón, esencia e identidad.

## Resumen de ediciones
| Edición | Año  | Danza | Región | Estado invitado | Xochicíhuatl                                      |
| ------- | ---- | --- | --- | --------------- | ------------------------------------------------- |
| 48      | 2013 | - Danza de tecuanes de Acatlán - Carnaval de Acajete - Danza de los 12 pares de Xitlatacoyan - Danza de moros y cristianos, de Olinalá - Danza de toreadores de Tepetzintla - Carnaval de San Jerónimo Xayacatlán - Cuadrilla Tarrazgota de San Juan Tianguismanalco - Danza de Colorados de Cosalapa, Naupan - Carnaval de Huejotzingo - Pilolos y huizos de San Juan Huiluco, Huaquechula - Danza de la matanza de Tehuacán - Boda huasteca de Coyutla, Veracruz - Voladores de Papantla | - Mixteca poblana - Valles centrales - Popoloca - Huasteca Poblana - Sierra Norte - Mixteca Poblana - Los Volcanes - Sierra Norte - Los Volcanes - Tierra caliente - Los Volcanes - Huasteca veracruzana - Totonacapan | Veracruz        | Patricia Vega Altamirano de Tochimilco            |
| 47      | 2012 | - Danza de tecuanes de Acatlán - Danza de Quetzales de la Sierra Norte - Chinelos de Santa Rita Tlahuapan - Toriteros de Quecholac - Danza del Pescado de Michoacán - Voladores de Huauchinango | - Mixteca poblana - Sierra norte - Los Volcanes - Valles centrales - Michoacán - Sierra Norte | Michoacán       | Yolanda Blandina Prado Cruz de San Gabriel Chilac |
| 46      | 2011 | - Charros de Santa Inés Ahuatempan - Flor de piña | - Mixteca poblana - Tuxtepec | Oaxaca          |                                                   |
| 45      | 2010 | | |                 |                                                   |
| 44      | 2009 | | |                 |                                                   |
| 43      | 2008 | - Carnaval de San Agustín Tlaxco - Danza de motolines de Ajalpan - Carnaval de Xonaca | - Valles centrales - Valle de Tehuacán - Valles centrales |                 |                                                   |